# Rudolf Röhrig

Rudolf Röhrig

Rudolf Röhrig (* 22. Mai 1903 in Lambrecht; † 10. November 1970 ebenda) war ein deutscher Politiker (NSDAP) und SA-Führer.

## Leben vor 1933
Der Sohn eines Unternehmers besuchte die Volksschule in Lambrecht und bis 1920 die Realschule in Neustadt. Anschließend belegte er eine staatliche Lehranstalt für Landwirtschaft und absolvierte eine landwirtschaftliche Lehre. Bis 1926 arbeitete er in mehreren landwirtschaftlichen Volontär- und Verwalterstellen; nach 1926 war er ohne dauerhafte Beschäftigung. Röhrig heiratete im Oktober 1934; aus der Ehe ging ein Kind hervor.
Röhrig war zunächst Mitglied der DVP. Zum 16. Januar 1926 trat er der NSDAP bei (Mitgliedsnummer 28.474); bereits seit Mai 1925 gehörte er der Sturmabteilung (SA) an. Röhrig gründete und leitete die NS-Jugendgruppe in Lambrecht und führte die dortige SA. Im Dezember 1929 übernahm Röhrig sein erstes öffentliches Amt als Stadtrat in Lambrecht. 
Röhrig trat für die NSDAP als Gauredner auf und fungierte ab 1928 als Propagandaleiter des Gaues Rheinpfalz. 1929 wurde er Schriftleiter der NS-Zeitung Eisenhammer, eine Funktion, die er ab 1930 auch beim Nachfolgeblatt NSZ-Rheinfront innehatte. Daneben war er auch Schriftleiter der Grünen Front, einer Bauernkampfzeitung, und schließlich seit dem 15. Juni 1932 als Schriftleiter des Pfälzer Bundschuh, dem Organ der Nationalsozialistischen Kampforganisation der Bauern der Rheinpfalz. In der SA war Röhrig seit dem 1. Juni 1931 Adjutant des Führers der SA-Brigade Pfalz-Saar Fritz Schwitzgebel.

## 1933 bis 1945
Wenige Wochen nach der nationalsozialistischen „Machtergreifung“ im Frühjahr 1933 wurde Röhrig am 10. April 1933 zum Stellvertreter des Sonderbevollmächtigten der Obersten SA-Führung (OSAF) für die Pfalz, Fritz Schwitzgebel, ernannt. Zwischen September 1933 und April 1935 war er Adjutant der SA-Brigade 51 „Ostpfalz“, anschließend bis Januar 1936 war er mit der Wahrnehmung der Geschäfte des Stabsführers der SA-Brigade 151 „Westpfalz“ mit Sitz in Saarbrücken beauftragt. Am 15. Februar 1936 erfolgte seine Ernennung zum Gauschulungsleiter des Gaues Saarpfalz, eine Funktion, die er bis 1945 ausübte. Nach dem sogenannten „Anschluss“ an das Deutsche Reich leitete er von Mai 1938 bis April 1939 den Aufbau der NS-Schulung beim Reichskommissar in Österreich, Josef Bürckel.
Vom 12. November 1933 bis zum Ende der NS-Herrschaft im Frühjahr 1945 gehörte Röhrig zudem dem nationalsozialistischen Reichstag als Abgeordneter für den Wahlkreis Pfalz an. In der SA wurde er zuletzt im April 1944 zum Brigadeführer befördert.

## Zeit ab 1945
Röhrig war von 1945 bis April 1948 in französischer Kriegsgefangenschaft und danach bis April 1949 in Landau interniert. Am 5. Mai 1949 wurde er von der Spruchkammer Neustadt als „Belasteter“ eingestuft. Er war danach als Landwirt in Lambrecht tätig.